# Wacław Zaleski z Otoka
Wacław Zaleski z Otoka herbu Dołęga – podkomorzy łęczycki w latach 1678-1687, chorąży mniejszy łęczycki w latach 1668-1678. Syn Aleksandra Zaleskiego i Anny Walewskiej. Wlasciciel Pleszewa i Ostroroga.
Poseł sejmiku szadkowskiego na sejm 1662 roku, poseł sejmiku średzkiego na sejm nadzwyczajny 1668 roku, sejm nadzwyczajny abdykacyjny 1668 roku. Poseł na sejm konwokacyjny 1668 roku z województwa sieradzkiego. Był członkiem konfederacji generalnej zawiązanej 5 listopada 1668 roku na tym sejmie. Był elektorem Michała Korybuta Wiśniowieckiego z województwa sieradzkiego w 1669 roku. Poseł na sejm nadzwyczajny 1670 roku z województw: poznańskiego i kaliskiego. Marszałek sejmiku z limity w Szadku w 1671 roku. W 1674 roku był elektorem i deputatem do pacta conventa Jana III Sobieskiego z województwa łęczyckiego. Poseł na sejm koronacyjny 1676 roku. Poseł na sejm 1677 roku. Poseł województwa łęczyckiego na sejm grodzieński 1678-1679 roku.